# Chuanhu Liedao
Chuanhu Liedao är öar i Kina. De ligger i provinsen Zhejiang, i den östra delen av landet, omkring 210 kilometer öster om provinshuvudstaden Hangzhou.
Genomsnittlig årsnederbörd är 1 626 millimeter. Den regnigaste månaden är juni, med i genomsnitt 315 mm nederbörd, och den torraste är januari, med 51 mm nederbörd.